# Фризиус, Гемма
Ге́мма Фри́зиус (лат. Gemma Frisius, нидерл. Jemme Reinerszoon; 8 декабря 1508, Доккюм, Фрисландия — 25 мая 1555, Лёвен) — нидерландский математик, врач, картограф, философ, гравёр, мастер астрономических инструментов. Настоящее имя: Йе́мме Ре́йнерсзоон, свои латинские сочинения он подписывал «Фризиус» («Фризиец») по названию родной Фрисландии, прибрежной северной провинции Нидерландов.
Создал в 1536 году один из старейших глобусов, улучшил ряд инструментов своего времени, применяемых в прикладной математике, геодезии и навигации.
В честь учёного назван лунный кратер.

## Биография
Родился в бедной семье. С юности был хромым. После смерти родителей переехал в Гронинген, с 1525 года обучался в Лёвенском католическом университете, в списке дисциплин которого были математика и астрономия. В 1536 году получил учëную степень доктора медицины. Принимая во внимание уровень его познаний, был оставлен на медицинском факультете университета в Левене, где работал до своей смерти.
Ещё во время учебы, занялся изготовлением глобусов и математических инструментов. Благодаря качеству и точности его изделий, стал широко известен в научном мире, среди других, получил высокую оценку от Тихо Браге.
В 1533 году он впервые описал метод триангуляции, который используют в картографии и геодезии по сей день. В 1530 (или 1533) году был первым,  описавшим способ определения географической долготы с помощью точных часов.
В 1544 с помощью камеры-обскуры Гемма Фризиус наблюдал солнечное затмение. Занимаясь астрономией и картографией, состоял в ученой переписке с Н. Коперником. Был одним из первых сторонников гелиоцентрической системы мира.
Среди его работ:
- усовершенствовал так называемый «посох Якова», инструмент, служащий для измерения углов при астрономических наблюдениях, используется в астрономии, навигации и геодезии;
- изобрёл «астролябию catholicum» (1556);
- создал прибор, называемый «астрономические кольца»;
- улучшил атлас Петера Апиана.

Свои идеи и разработки опубликовал в книгах со многими иллюстрациями.
Среди его известных учеников были Герард Меркатор, который после окончания университета работал вместе с Фризиусом над созданием глобусов Земли и Луны, занимался изготовлением точных оптических инструментов, Джон Ди и Ян Стаде.
Согласно запискам  его сына, Корнелия, Гемма Фризиус умер от почечнокаменной болезни, от которой страдал около 7 лет.

## Избранные работы

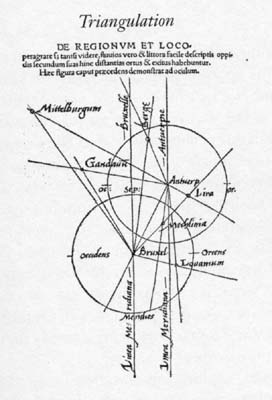
Чертеж разработки Фризиуса о триангуляции. 1533

- Cosmographia (1529) Петера Апиана, исправленная Геммой Фризиусом
- De principiis astronomiae et cosmographiae (1530)
- De usu globi (1530)
- Libellus de locorum describendorum ratione (1533)
- Arithmeticae practicae methodus facilis (1540)
- De annuli astronomici usu[6] (1540)
- De radio astronomico et geometrico (1545)
- De astrolabio catholico (1556)

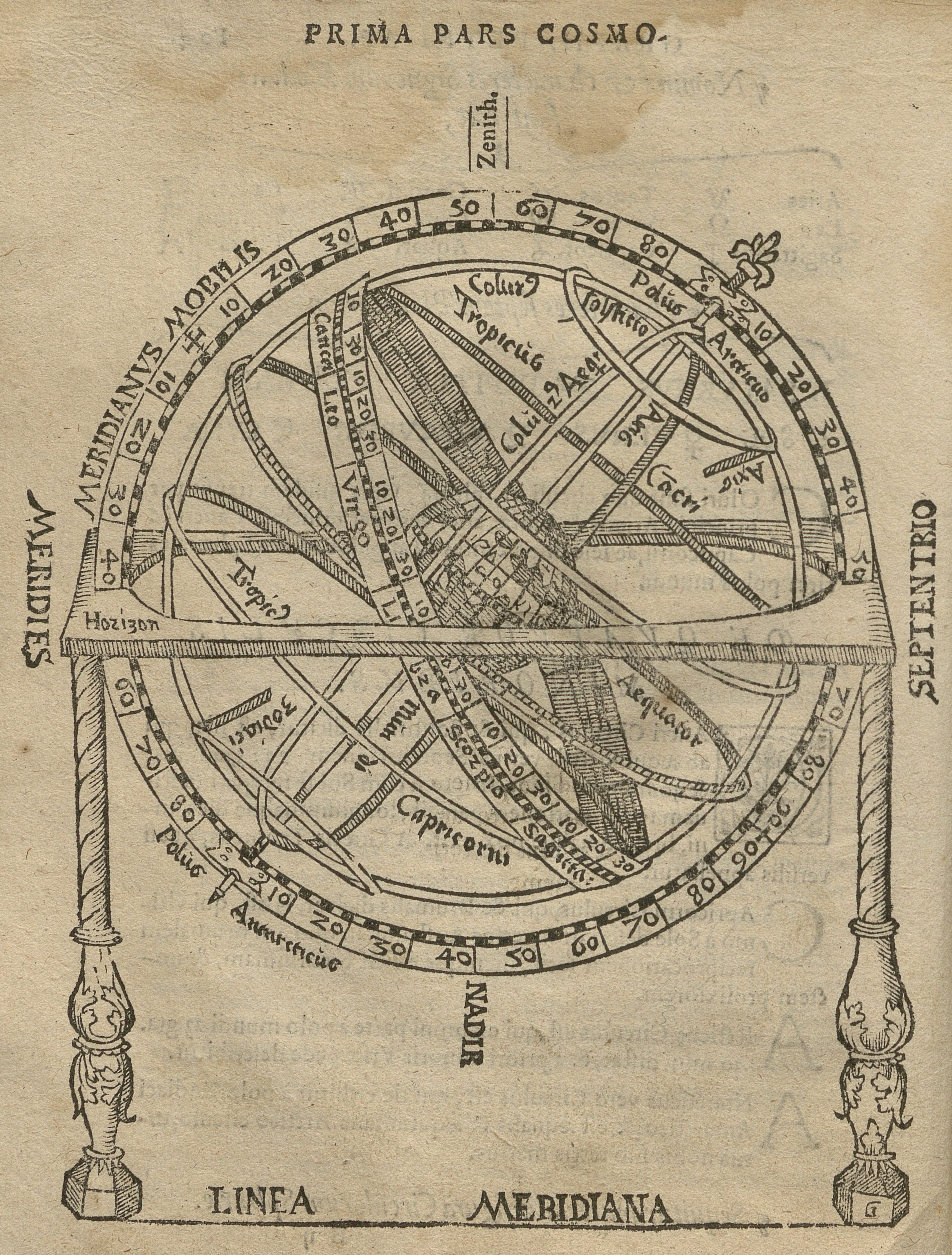
Страница из Cosmographia Фризиуса
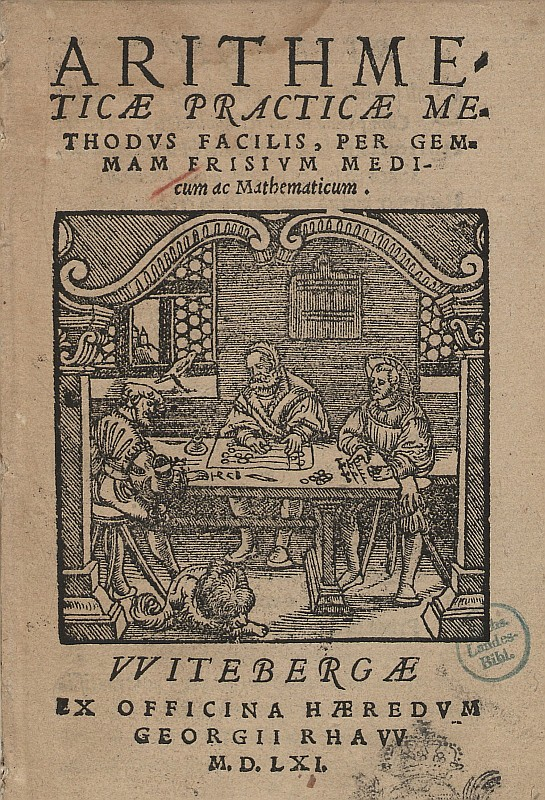
Заглавный лист Arithmeticae practicae methodus facilis